# 齊布萊恩·海耶斯
齊布萊恩·柯比·海耶斯（英語：Ke'Bryan Kobe Hayes，1997年1月28日—），為美國職棒大聯盟的三壘手，目前效力於辛辛那提紅人，先前曾效力於匹茲堡海盜。

## 職業生涯
2015年美國職棒大聯盟選秀，海盜隊在首輪32順位選進海耶斯。該年他在灣岸聯盟及短期1A繳出3成08打擊率與20分打點的成績。
2016年，海耶斯在南大西洋聯盟入選明星賽。隔年他升上高階1A，打擊率為2成78，並敲出2轟與43分打點。並入選佛州聯盟的明星賽。
2018年，他在東方聯盟入選明星賽。後來他在2019年季中升上3A，整年打擊率為2成61，並敲出10轟與55分打點。
2020年7月19日，海耶斯確診COVID-19。後來他在9月1日登上大聯盟，初登場便敲出首轟。2021年球季，他在例行賽首打席便敲出全壘打。4月4日，他因為手腕發炎而休息，並在6月3日傷癒回歸。6月11日，他成為大聯盟現代棒球史上最快敲出20支長打的選手，比貝瑞·邦茲還快上一場。

## 個人生活
海耶斯的父親查理曾在大聯盟效力長達14個球季，哥哥泰里為前小聯盟選手。

## 外部連結
- 球員資訊和成績在MLB ，ESPN ，Retrosheet ，Baseball Reference ，Baseball Reference (Minors) ，Fangraphs ，The Baseball Cube （英文）